# Metasia ectodontalis
Metasia ectodontalis là một loài bướm đêm trong họ Crambidae.